# Kostel svatého Václava a svatého Stanislava (Měník)
Kostel svatého Václava a svatého Stanislava se nalézá v centru obce Měník v okrese Hradec Králové. Areál kostela je spolu s ohradní zdí hřbitova a přilehlou roubenou zvonicí chráněn jako kulturní památka ČR. Národní památkový ústav tento kostel uvádí v katalogu památek pod rejstříkovým číslem ÚSKP 31221/6-653.

## Historie
Původní dřevěný gotický kostel svatého Václava je ve Měníku připomínán již v roce 1384. Zchátralý kostel byl v roce 1686 nahrazen stavbou nového dřevěného kostela z dubových trhanic a přitom byl zasvěcen i svatému Stanislavovi. V roce 1730 byla provedena oprava kostela a na základě zpřísnění protipožárních předpisů byl na konci 18. století omítnut silnou vrstvou omítky, takže se nyní navenek jeví jako zděný kostel. Kostel je v současnosti filiálním kostelem římskokatolické farnosti při děkanství v Novém Bydžově.

## Popis
Kostel je trojlodní stavba s trojboce uzavřeným presbytářem a obdélnou sakristii při jižní straně lodi. Vnější fasáda je zdobena dřevěnými slepými arkádami. 
Interiér kostela je ve stylu lidového baroka z doby kolem roku 1700 s dřevěným kazetovým stropem. V kostelní lodi je třístranná kruchta s malovanými výplněmi svatováclavského cyklu. 
Součástí památkově chráněného areálu je i v půdoryse osmiboká dřevěná zvonice z roku 1689. Zvonice se pak do patra zužuje na čtyřhranný tvar a končí vysokou stanovou střechou krytou šindelem. Ve zvonici se nalézají tři zvony z let 1507, 1558 a 1670.

## Galerie

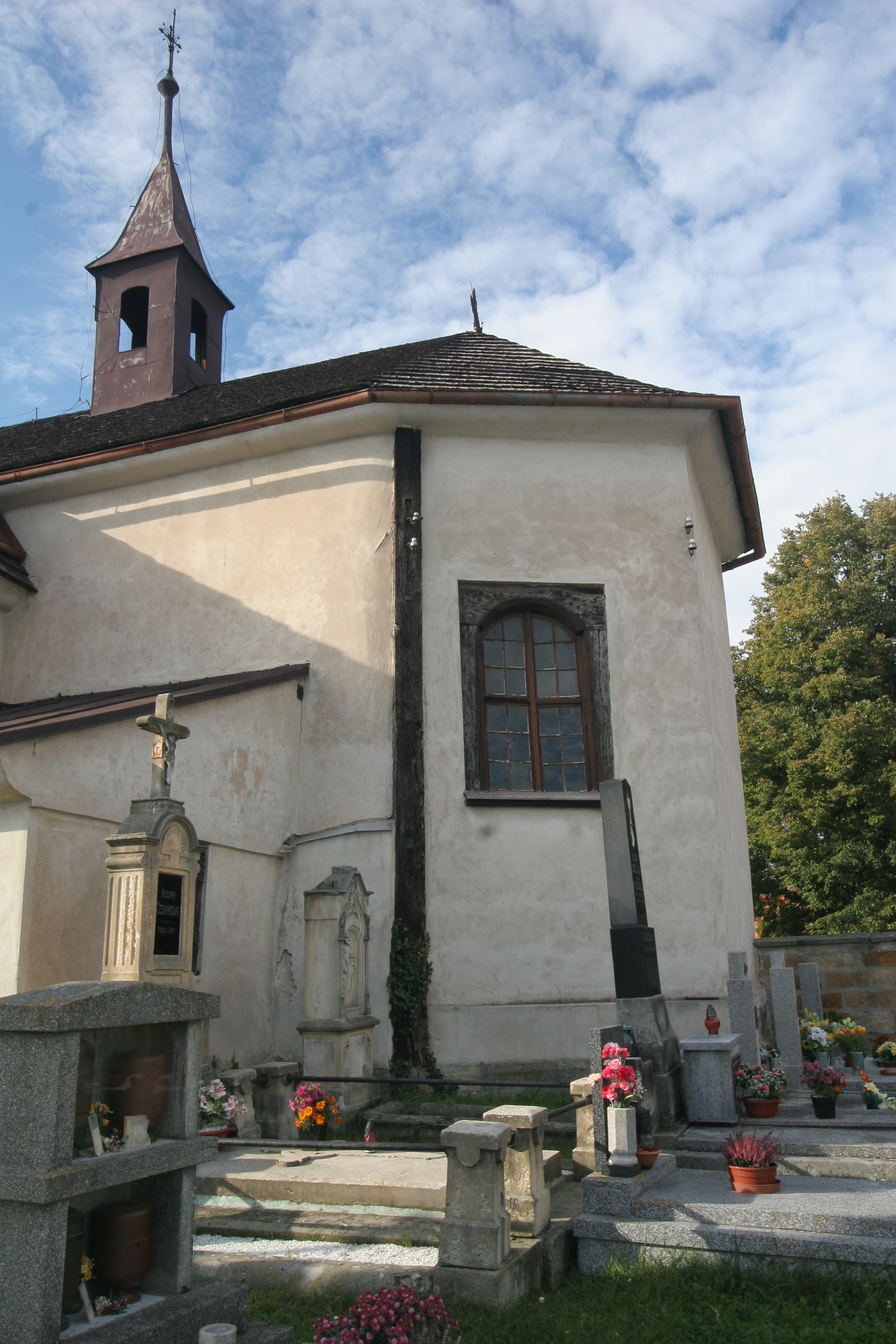
Kostel sv. Václava a sv. Stanislava v Měníce
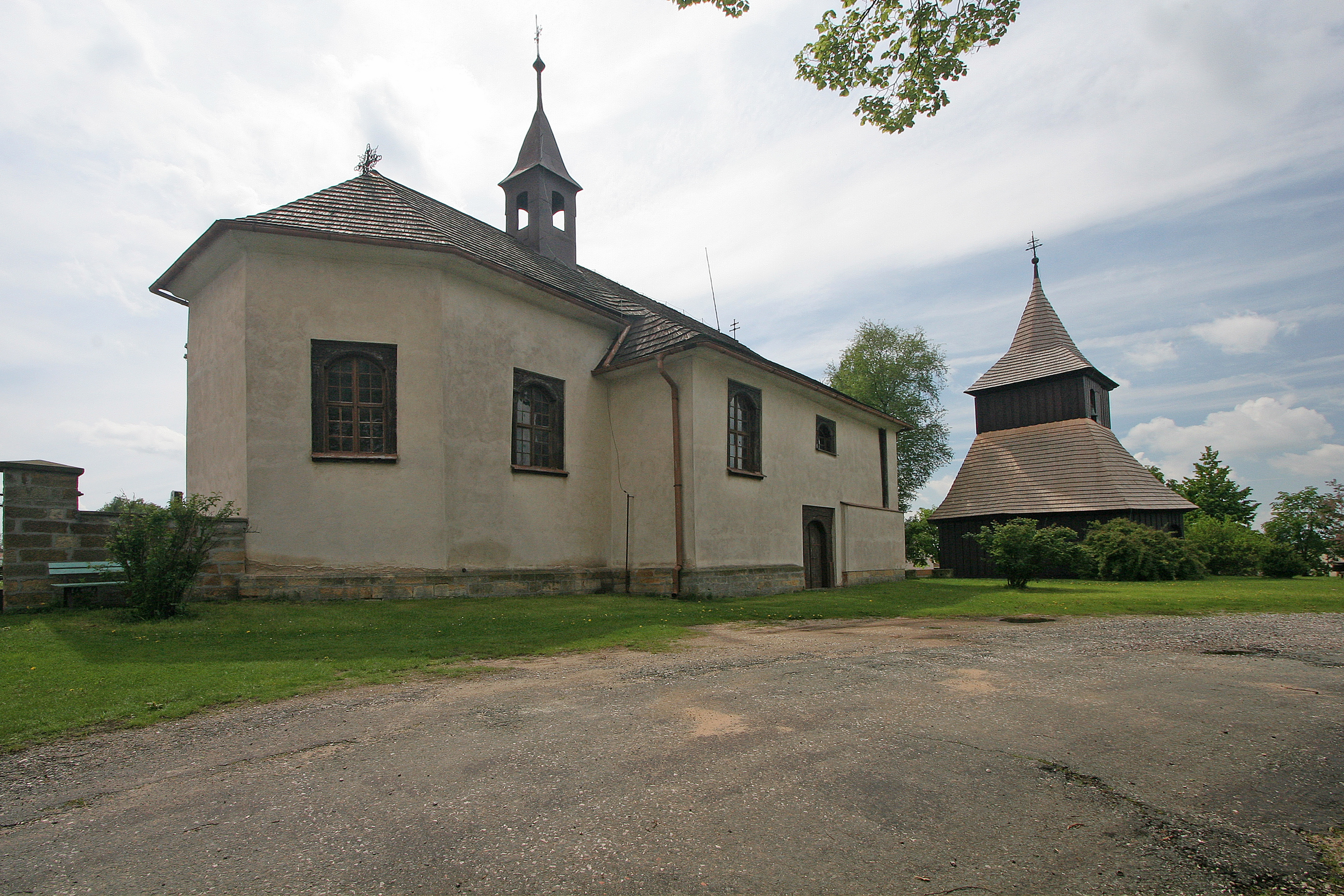
Kostel sv. Václava a sv. Stanislava v Měníce
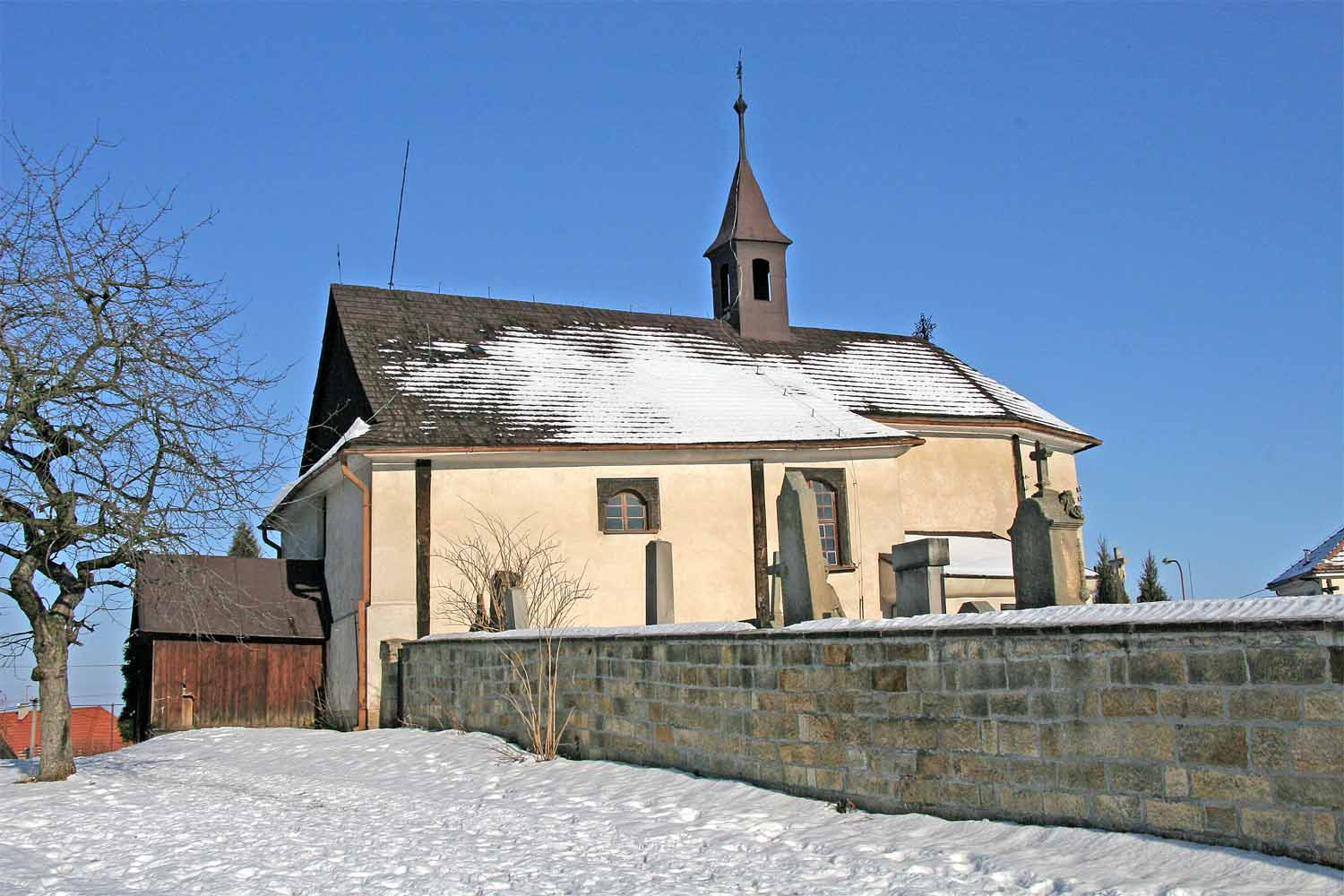
Kostel sv. Václava a sv. Stanislava v Měníce
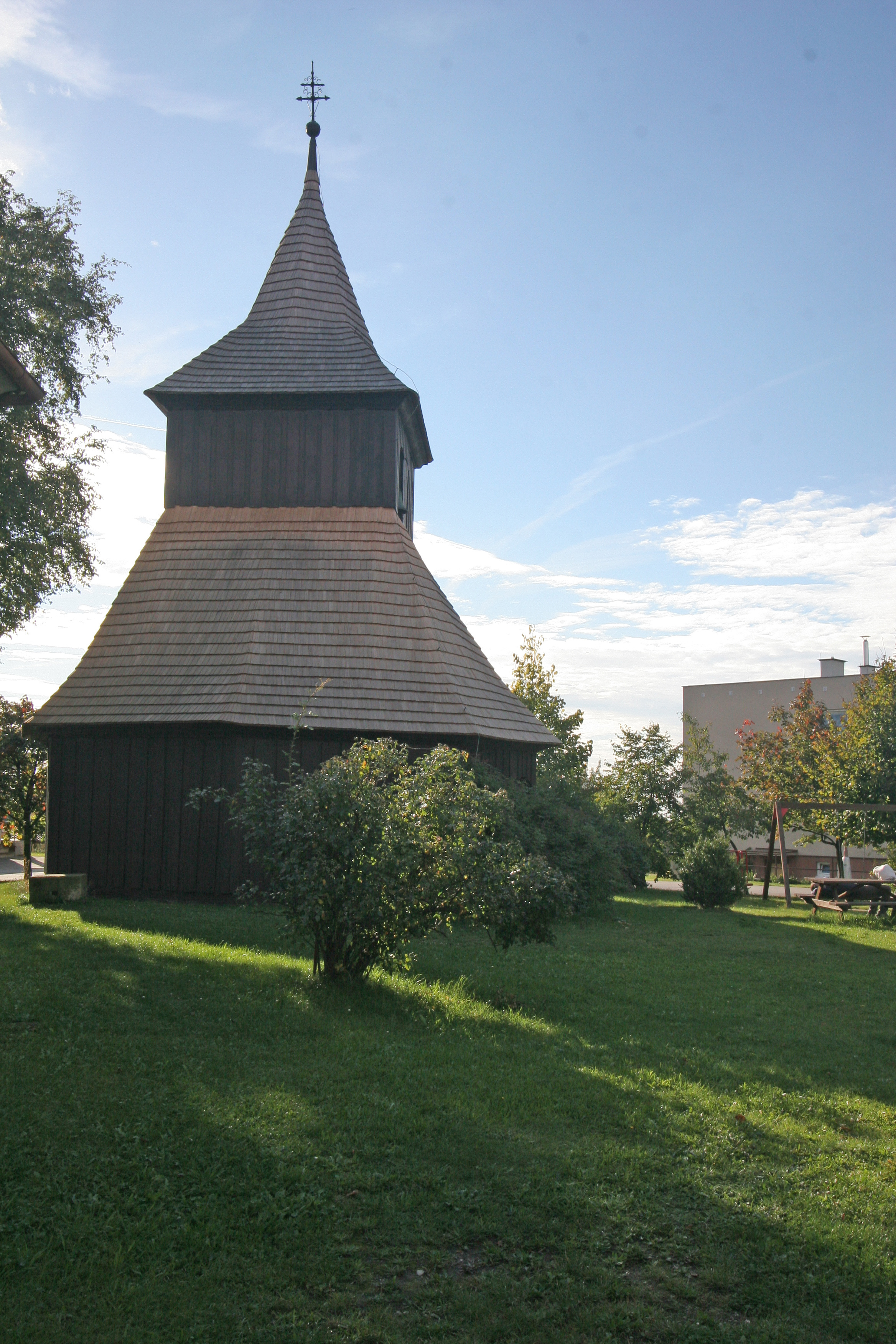
Kostel sv. Václava a sv. Stanislava v Měníce - zvonice